# Anatomski moderni čovjek
Natuknice "Homo sapiens sapiens" i "H. s. sapiens" upućuju ovamo.
Anatomski moderni ljudi (engl. anatomically modern humans, akr. AMH) ili anatomski moderni Homo sapiens (engl. anatomically modern Homo sapiens, akr. AMHS), u paleoantropologiji, pojedinačni članovi vrste Homo sapiens s izgledom konzistentnim rasponu fenotipâ modernih ljudi.
Anatomski moderni ljudi razvili su se od arhajskog Homo sapiensa u srednjem paleolitiku, prije oko 200.000 godina. Pojava anatomski modernog čovjeka označuje osvit podvrste Homo sapiens sapiens, tj. podvrste Homo sapiens koja uključuje sve moderne ljude. Najstariji fosilni ostaci anatomski modernih ljudi jesu omski ostaci koji potječu od prije 195.000 (±5.000) godina i uključuju dvije djelomične lubanje te kosti ruku, nogu, stopala i zdjelice.
Ostali fosili uključuju predloženog Homo sapiens idaltua iz Herta u Etiopiji, stara gotovo 160.000 godina i ostatke iz Skhula u Palestini stare 90.000 godina.

## Više informacija
fosilifosil, popis fosilnih lokaliteta (fosili primata, prijelazni fosili i fosili evolucije čovjeka), paleontologija
genetička evolucijahaplogrupe (mitohondrijska Eva i Y-kromosomski Adam), evolucija čovjeka (lamarkizam, moderna evolucijska sinteza i epigenetika)
genetička povijestAfrika, Europa, Britanski otoci, Iberski poluotok, Amerika, Italija, sjeverna Afrika, južna Azija
migracijarane čovjekove migracije, obalna migracija, čovjekova migracija, povijesna migracija
populacijapaleodemografija (broj ljudi koji su dosad živjeli), rekonstrukcija populacije, procjene svjetskog stanovništva, paradoks sorita
religijaevolucijsko porijeklo religije, mitovi o stvaranju, teistička evolucija
popisi i dijagramipopis zemalja i otoka po prvoj čovjekovoj naseobini, sinoptička tablica glavnih prapovijesnih kultura Starog svijeta

## Preporučena literatura
publikacije do 20. st. i iz ranog 20. stoljeća
- Charles Robert Darwin. On the Origin of Species by Means of Natural Selection Or The Preservation of Favoured Races in the Struggle for Life. Murray, 1861. 538 stranica.
- The Descent of Man: And Selection in Relation to Sex, Volume 1; Volume 2. Charles Darwin
- The Natural Genesis. Gerald Massey.
- A Series of Engravings: Representing the Bones of the Human Skeleton. Edward Mitchell, John Barclay
- Modern Ideas of Evolution as Related to Revelation and Science. Sir John William Dawson

suvremene publikacije
- Biological Anthropology of the Human Skeleton. Uredili M. Anne Katzenberg  Arhivirana inačica izvorne stranice od 16. travnja 2014. (Wayback Machine), Shelley R. Saunders.  680 stranica
- The Origins of Modern Humans: Biology Reconsidered. Fred H. Smith, James C. Ahern. 480 stranica
- Becoming Human: Evolution and Human Uniqueness. Ian Tattersall.
- The Ancestor's Tale: A Pilgrimage to the Dawn of Evolution. Richard Dawkins. 673 stranica.

## Referencije i bilješke
citati
1. ↑  Matthew H. Nitecki, Doris V. Nitecki. Origins of Anatomically Modern Humans. Springer, 31. siječnja 1994.
2. ↑  Major Events in the History of Life. Uredio J. William Schopf. Str. 168.
3. ↑  Human Evolution: A Neuropsychological Perspective. John L. Bradshaw. Str. 185
4. ↑  vidi: rasa (humana klasifikacija) za više o H. s. sapiens
5. ↑  Fossil Reanalysis Pushes Back Origin of Homo sapiens. Scientific American. 17. veljače 2005.
6. ↑  McDougall, Ian; Brown, Francis H.; Fleagle, John G. 17. veljače 2005. Stratigraphic placement and age of modern humans from Kibish, Ethiopia. Nature. 433 (7027): 733–736. Bibcode:2005Natur.433..733M. doi:10.1038/nature03258. PMID 15716951
7. ↑  White, Tim D.; Asfaw, B.; DeGusta, D.; Gilbert, H.; Richards, G. D.; Suwa, G.; Howell, F. C. 2003. Pleistocene Homo sapiens from Middle Awash, Ethiopia. Nature. 423 (6491): 742–747. Bibcode:2003Natur.423..742W. doi:10.1038/nature01669. PMID 12802332{{inconsistent citations}}CS1 održavanje: postscript (link)
8. ↑  Trinkaus, E. 1993. Femoral neck-shaft angles of the Qafzeh-Skhul early modern humans, and activity levels among immature near eastern Middle Paleolithic hominids. Journal of Human Evolution. INIST-CNRS. 25 (5): 393–416. doi:10.1006/jhev.1993.1058. ISSN 0047-2484. Inačica izvorne stranice arhivirana 17. listopada 2013. Pristupljeno 16. travnja 2014.

## Vanjske poveznice
opće informacije
- Early And Late "archaic"homo Sapiens And "anatomically : Modern" Homo Sapiens. hawaii.edu.
- Origins of Modern Humans: Multiregional or Out of Africa? Arhivirana inačica izvorne stranice od 14. studenoga 2010. (Wayback Machine) actionbioscience.org
- homo erectus tool use and adaptation  Arhivirana inačica izvorne stranice od 26. srpnja 2013. (Wayback Machine). public.wsu.edu.
- Early Human Evolution: Early Human Culture  Arhivirana inačica izvorne stranice od 20. kolovoza 2013. (Wayback Machine); Early Modern Homo sapiens  Arhivirana inačica izvorne stranice od 30. travnja 2015. (Wayback Machine). palomar.edu.

prirodoslovni muzeji
- Species; Human Family Tree. si.edu. The Smithsonian Institution's Human Origins Program
- Meet our early human family. nhm.ac.uk.
- Homo sapiens. mnsu.edu